# Nowosiółki (przystanek kolejowy na Ukrainie)
Nowosiółki (ukr. Новосілки, ros. Новоселки) – przystanek kolejowy w miejscowości Nowosiółki Gościnne, w rejonie samborskim, w obwodzie lwowskim, na Ukrainie.